# Lieuwe de Boer
Lieuwe de Boer, född 26 juni 1951 i Ureterp i Friesland, är en nederländsk före detta skridskoåkare.
Boer blev olympisk bronsmedaljör på 500 meter vid vinterspelen 1980 i Lake Placid.